# Daniel Glira
Daniel Glira (* 25. März 1994 in Innichen) ist ein italienischer Eishockeyspieler, der seit 2020 erneut beim HC Pustertal unter Vertrag steht und mit dem Verein in der Österreichischen Eishockey-Liga spielt.

## Karriere
Daniel Glira begann seine Karriere beim HC Pustertal, mit dem er 2011 die italienische U20-Meisterschaft gewann. Seit 2010 spielte er bereits auch in der Herrenmannschaft in der Serie A. Mit dieser gewann er 2011 die Coppa Italia und 2012 und 2015 die Supercoppa Italiana. Zwischenzeitlich war er an den SV Kaltern Eishockey aus der Serie B ausgeliehen.
2016 wechselte er zum HC Bozen in die Österreichische Eishockey-Liga, die er mit dem Klub 2018 gewinnen konnte. 2020 kehrte er zum HC Pustertal zurück, mit dem er ein Jahr in der Alps Hockey League spielte, bevor er mit den Bruneckern ebenfalls in die Österreichische Eishockey-Liga wechselte.

### International
Im Juniorenbereich nahm Glira an den U18-Weltmeisterschaften 2011 und 2012, als er die beste Plus/Minus-Bilanz des Turniers erreichte, sowie an den U20-Weltmeisterschaften 2011, 2012, 2013 und 2014 jeweils in der Division I teil.
Glira spielte für die italienische Eishockeynationalmannschaft bei den Weltmeisterschaften 2017, 2021 und 2022 in der Top-Division. Nach dem Abstieg 2022 spielte er 2023 in der Division I. Zudem vertrat er seine Farben bei der Olympiaqualifikation für die Winterspiele in Peking 2022.

## Erfolge und Auszeichnungen
- 2011 Italienischer U20-Meister mit dem HC Pustertal
- 2011 Gewinn der Coppa Italia mit dem HC Pustertal
- 2012 Supercoppa Italiana mit dem HC Pustertal
- 2015 Supercoppa Italiana mit dem HC Pustertal
- 2018 Gewinn der Österreichischen Eishockey-Liga mit dem HC Bozen

### International
- 2012 Beste Plus/Minus-Bilanz bei der U18-Weltmeisterschaft der Division I, Gruppe A
- 2014 Aufstieg in die Division I, Gruppe A, bei der U20-Weltmeisterschaft der Division I, Gruppe B

## Statistik
(Stand: Ende der Saison 2023/24)